# Rui Borges
Rui Manuel Gomes Borges (Mirandela, Portugal, 7 de julio de 1981), más conocido como Rui Borges, es un exjugador y entrenador de fútbol portugués. Actualmente dirige al Sporting CP de la Primeira Liga.

## Carrera como jugador
Borges, graduado de la cantera del club de su ciudad natal, el Mirandela, hizo su debut senior con el Bragança durante la Segunda División B 2000-01. Posteriormente representó al Paredes y al Braga B en la misma división, antes de regresar a su club de origen en 2004.
En junio de 2007, tras otra etapa en Bragança, fichó por el Trofense de Segunda Liga.Hizo su debut profesional el 4 de agosto, en una victoria en casa por 2-1 sobre el Feirense por la Copa de la Liga, pero más tarde fue cedido al Moreirense en enero de 2008.Más tarde, firmó un contrato permanente con el último club aunque después de su préstamo, pero regresó al Mirandela en 2009.
El 6 de junio de 2012, acordó un contrato con el Famalicão.Tras ser utilizado regularmente, se trasladó a Freamunde en junio de 2013, pero lo abandonó en septiembre para regresar al Bragança.En julio de 2015, fue anunciado de regreso a su primer club Mirandela y se mantuvo allí hasta anunciar su retiro del fútbol profesional en junio de 2017.

## Carrera como entrenador
Luego de anunciar su retiro, Borges comenzó a entrenar al Mirandela en julio de 2017.El 5 de febrero de 2019, dejó su cargo para asumir como técnico del Académico de Viseu.En julio de 2020, se marchó del club de mutuo acuerdo con la directiva del equipo.
El 12 de julio de 2020, fue anunciado como entrenador de Académica de Coimbra.El 22 de septiembre de 2021, después de siete partidos sin ganar en la nueva temporada, fue despedido.Horas más tarde, asumió como técnico de Nacional donde se mantuvo hasta mayo de 2022.
En mayo de 2022, fue confirmado como técnico del Vilafranquense.Presentó su renuncia al cargo el 7 de febrero de 2023, tras tener discrepancias con la directiva,y fue nombrado entrenador del Mafra tres días después donde se mantuvo hasta el final de la temporada.
El 4 de julio de 2023, asumió al frente del Moreirense.Unos meses más tarde, extendió su contrato por tres años luego de obtener una serie de buenos resultados.Sin embargo, el 28 de mayo de 2024, el club anunció su salida del cargo.
En mayo de 2024, fue presentado como entrenador del Vitória de Guimarães y firmó un contrato por dos temporadas.Durante su corta estancia, mantuvo al club en la lucha por las plazas europeas en la Primeira Liga, además de guiar al equipo hasta los octavos de final de la Copa de Portugal y también a una actuación histórica en la fase liguera de la UEFA Conference League.
El 26 de diciembre de 2024, fue anunciado como técnico del Sporting CP hasta junio de 2026. El 17 de mayo de 2025, obtuvo la Primeira Liga después de vencer al Vitória de Guimarães en la última jornada. Unos días más tarde, obtuvo el doblete tras derrotar al Benfica en la final de la Copa de Portugal.

## Clubes y estadísticas

### Como jugador
| Club       | País     | Año       |
| ---------- | -------- | --------- |
| Bragança   | Portugal | 2000-2001 |
| Paredes    | Portugal | 2001-2002 |
| Braga B    | Portugal | 2002-2004 |
| Mirandela  | Portugal | 2004-2005 |
| Bragança   | Portugal | 2005-2007 |
| Trofense   | Portugal | 2007-2008 |
| Moreirense | Portugal | 2008      |
| Mirandela  | Portugal | 2009-2012 |
| Famalicão  | Portugal | 2012-2013 |
| Freamunde  | Portugal | 2013      |
| Bragança   | Portugal | 2013-2015 |
| Mirandela  | Portugal | 2015-2017 |

### Como entrenador
| Equipo                        | Div.                | Temporada           | Liga  | Liga | Liga | Liga | Liga |       | Copa | Copa | Copa | Copa  |    | Internacional | Internacional | Internacional | Internacional | Internacional |   | Otros | Otros | Otros | Otros |    | Totales     | Totales | Totales | Totales | Totales | Totales | Totales | Totales |
| Equipo                        | Div.                | Temporada           | Part. | G    | E    | P    | Pos. | Part. | G    | E    | P    | Part. | G  | E             | P             | Pos.          | Part.         | G             | E | P     | Part. | G     | E     | P  | Rendimiento | GF      | GC      | Dif.    |         |         |         |         |
| ----------------------------- | ------------------- | ------------------- | ----- | ---- | ---- | ---- | ---- | ----- | ---- | ---- | ---- | ----- | -- | ------------- | ------------- | ------------- | ------------- | ------------- | - | ----- | ----- | ----- | ----- | -- | ----------- | ------- | ------- | ------- | ------- | ------- | ------- | ------- |
| Mirandela Portugal            | 4.ª                 | 2017-18             | 30    | 17   | 6    | 7    | 4.º  | 2     | 0    | 1    | 1    | -     | -  | -             | -             | -             | -             | -             | - | -     | 32    | 17    | 7     | 8  | 60.42%      | 44      | 29      | +15     |         |         |         |         |
| Mirandela Portugal            | 4.ª                 | 2018-19             | 20    | 11   | 4    | 5    | Inc. | 3     | 1    | 1    | 1    | -     | -  | -             | -             | -             | -             | -             | - | -     | 23    | 12    | 5     | 6  | 59.42%      | 40      | 25      | +15     |         |         |         |         |
| Mirandela Portugal            | Total               | Total               | 50    | 28   | 10   | 12   | -    | 5     | 1    | 2    | 2    | -     | -  | -             | -             | -             | -             | -             | - | -     | 55    | 29    | 12    | 14 | 60%         | 84      | 54      | +30     |         |         |         |         |
| Académico de Viseu Portugal   | 2.ª                 | 2018-19             | 14    | 7    | 2    | 5    | 11.º | -     | -    | -    | -    | -     | -  | -             | -             | -             | -             | -             | - | -     | 14    | 7     | 2     | 5  | 54.76%      | 30      | 20      | +10     |         |         |         |         |
| Académico de Viseu Portugal   | 2.ª                 | 2019-20             | 24    | 9    | 7    | 8    | 8.º  | 8     | 5    | 1    | 2    | -     | -  | -             | -             | -             | -             | -             | - | -     | 32    | 14    | 8     | 10 | 52.08%      | 29      | 30      | -1      |         |         |         |         |
| Académico de Viseu Portugal   | Total               | Total               | 38    | 16   | 9    | 13   | -    | 8     | 5    | 1    | 2    | -     | -  | -             | -             | -             | -             | -             | - | -     | 46    | 21    | 10    | 15 | 52.9%       | 59      | 50      | +9      |         |         |         |         |
| Académica de Coimbra Portugal | 2.ª                 | 2020-21             | 34    | 17   | 11   | 6    | 4.º  | 3     | 2    | 0    | 1    | -     | -  | -             | -             | -             | -             | -             | - | -     | 37    | 19    | 11    | 7  | 61.26%      | 50      | 34      | +16     |         |         |         |         |
| Académica de Coimbra Portugal | 2.ª                 | 2021-22             | 6     | 0    | 2    | 4    | Inc. | 1     | 0    | 0    | 1    | -     | -  | -             | -             | -             | -             | -             | - | -     | 7     | 0     | 2     | 5  | 9.52%       | 7       | 15      | -8      |         |         |         |         |
| Académica de Coimbra Portugal | Total               | Total               | 40    | 17   | 13   | 10   | -    | 4     | 2    | 0    | 2    | -     | -  | -             | -             | -             | -             | -             | - | -     | 44    | 19    | 13    | 12 | 53.03%      | 57      | 49      | +8      |         |         |         |         |
| Nacional Portugal             | 2.ª                 | 2021-22             | 28    | 12   | 8    | 8    | 6.º  | 2     | 1    | 0    | 1    | -     | -  | -             | -             | -             | -             | -             | - | -     | 30    | 13    | 8     | 9  | 52.22%      | 48      | 37      | +11     |         |         |         |         |
| Nacional Portugal             | Total               | Total               | 28    | 12   | 8    | 8    | -    | 2     | 1    | 0    | 1    | -     | -  | -             | -             | -             | -             | -             | - | -     | 30    | 13    | 8     | 9  | 52.22%      | 48      | 37      | +11     |         |         |         |         |
| Vilafranquense Portugal       | 2.ª                 | 2022-23             | 19    | 8    | 6    | 5    | Inc. | 5     | 1    | 2    | 2    | -     | -  | -             | -             | -             | -             | -             | - | -     | 24    | 9     | 8     | 7  | 48.61%      | 30      | 27      | +3      |         |         |         |         |
| Vilafranquense Portugal       | Total               | Total               | 19    | 8    | 6    | 5    | -    | 5     | 1    | 2    | 2    | -     | -  | -             | -             | -             | -             | -             | - | -     | 24    | 9     | 8     | 7  | 48.61%      | 30      | 27      | +3      |         |         |         |         |
| Mafra Portugal                | 2.ª                 | 2022-23             | 15    | 7    | 6    | 2    | 6.º  | -     | -    | -    | -    | -     | -  | -             | -             | -             | -             | -             | - | -     | 15    | 7     | 6     | 2  | 60%         | 23      | 17      | +6      |         |         |         |         |
| Mafra Portugal                | Total               | Total               | 15    | 7    | 6    | 2    | -    | -     | -    | -    | -    | -     | -  | -             | -             | -             | -             | -             | - | -     | 15    | 7     | 6     | 2  | 60%         | 23      | 17      | +6      |         |         |         |         |
| Moreirense Portugal           | 1.ª                 | 2023-24             | 34    | 16   | 7    | 11   | 6.º  | 2     | 0    | 1    | 1    | -     | -  | -             | -             | -             | -             | -             | - | -     | 36    | 16    | 8     | 12 | 51.85%      | 38      | 38      | +0      |         |         |         |         |
| Moreirense Portugal           | Total               | Total               | 34    | 16   | 7    | 11   | -    | 2     | 0    | 1    | 1    | -     | -  | -             | -             | -             | -             | -             | - | -     | 36    | 16    | 8     | 12 | 51.85%      | 38      | 38      | +0      |         |         |         |         |
| Vitória Guimarães Portugal    | 1.ª                 | 2024-25             | 15    | 6    | 5    | 4    | Inc. | 3     | 2    | 0    | 1    | 12    | 10 | 2             | 0             | Inc.          | -             | -             | - | -     | 30    | 18    | 7     | 5  | 67.78%      | 56      | 25      | +31     |         |         |         |         |
| Vitória Guimarães Portugal    | Total               | Total               | 15    | 6    | 5    | 4    | -    | 3     | 2    | 0    | 1    | 12    | 10 | 2             | 0             | -             | -             | -             | - | -     | 30    | 18    | 7     | 5  | 67.78%      | 56      | 25      | +31     |         |         |         |         |
| Sporting CP Portugal          | 1.ª                 | 2024-25             | 19    | 17   | 6    | 0    | 1.º  | 6     | 5    | 1    | 0    | 4     | 0  | 2             | 2             | 1/16          | -             | -             | - | -     | 29    | 18    | 9     | 2  | 72.41%      | 57      | 26      | +31     |         |         |         |         |
| Sporting CP Portugal          | 1.ª                 | 2025-26             | 2     | 2    | 0    | 0    | -    | 0     | 0    | 0    | 0    | 0     | 0  | 0             | 0             | -             | 1             | 0             | 0 | 1     | 3     | 2     | 0     | 1  | 66.67%      | 8       | 1       | +7      |         |         |         |         |
| Sporting CP Portugal          | Total               | Total               | 21    | 15   | 6    | 0    | -    | 6     | 5    | 1    | 0    | 4     | 0  | 2             | 2             | -             | 1             | 0             | 0 | 1     | 32    | 20    | 9     | 3  | 71.88%      | 65      | 27      | +38     |         |         |         |         |
| Total en su carrera           | Total en su carrera | Total en su carrera | 260   | 125  | 70   | 65   | -    | 35    | 17   | 7    | 11   | 16    | 10 | 4             | 2             | -             | 1             | 0             | 0 | 1     | 312   | 152   | 81    | 79 | 57.37%      | 460     | 324     | +136    |         |         |         |         |
| 1. 2. 3.                      |                     |                     |       |      |      |      |      |       |      |      |      |       |    |               |               |               |               |               |   |       |       |       |       |    |             |         |         |         |         |         |         |         |

#### Resumen por competiciones
| Competición                  | Partidos | Ganados | Empatados | Perdidos | %      | Resultado              |
| ---------------------------- | -------- | ------- | --------- | -------- | ------ | ---------------------- |
| Campeonato de Portugal       | 50       | 28      | 10        | 12       | 62.67% | 4.º lugar              |
| Segunda División de Portugal | 140      | 60      | 42        | 38       | 52.86% | 4.º lugar              |
| Primeira Liga                | 70       | 37      | 18        | 15       | 61.43% | Campeón                |
| Copa de Portugal             | 25       | 15      | 3         | 7        | 64%    | Campeón                |
| Copa de la Liga de Portugal  | 9        | 1       | 4         | 4        | 25.92% | Subcampeón             |
| Supercopa de Portugal        | 1        | 0       | 0         | 1        | 0%     | Subcampeón             |
| Liga de Campeones de la UEFA | 4        | 0       | 2         | 2        | 16.67% | Dieciseisavos de final |
| Liga Conferencia de la UEFA  | 12       | 10      | 2         | 0        | 88.89% | Fase de grupos         |
| TOTAL                        | 312      | 152     | 81        | 79       | 57.37% | 2 Títulos              |

## Palmarés

### Títulos nacionales
| Título           | Club           | País     | Año  |
| ---------------- | -------------- | -------- | ---- |
| Primeira Liga    | Sporting C. P. | Portugal | 2025 |
| Copa de Portugal | Sporting C. P. | Portugal | 2025 |